# نام من آرام است
نام من آرام است (انگلیسی: My Name Is Aram) مجموعه‌داستان‌های کوتاه به قلم ویلیام سارویان که برای نخستین بار در سال ۱۹۴۰ به چاپ رسیده‌است. داستان‌های این مجموعه جزئیات زندگی یک پسر ارمنی‌تبار به نام «آرام گاروغلانیان» ساکن فرزنو، کالیفرنیا، و اعضای خانواده وی می‌باشد.